# Thomas Oldham Barlow
Pour les articles homonymes, voir Oldham (homonymie) et Barlow.

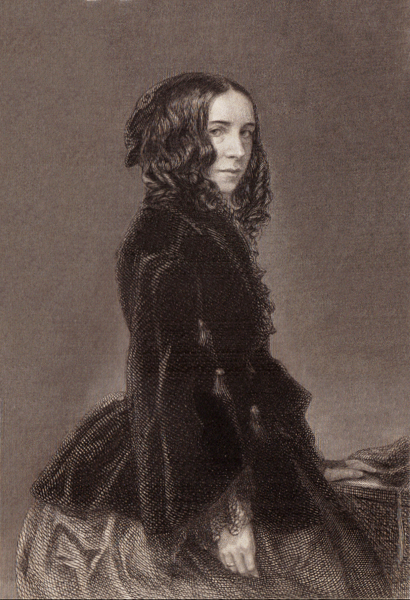
Gravure de Elizabeth Barrett Browning par Thomas Oldham Barlow d'après un ambrotype réalisé le 18 septembre 1858 au Havre par Louis Cyrus Macaire.

Thomas Oldham Barlow, né le 4 août 1824 à Oldham et mort le 24 décembre 1889 à Kensington, est un graveur britannique.

## Biographie
Thomas Oldham Barlow naît le 4 août 1824 à Oldham. Il est le fils d'Henry Barlow, un quincaillier vivant dans la High Street. Il fait ses études à l'Old Grammar School d'Oldham.
Dès son plus jeune âge, il manifeste une irrésistible vocation pour la peinture et la gravure ; pour donner, au moins en partie, satisfaction à ses désirs, son père le place chez Stephenson & Royston, graveurs à Manchester. Une fois dans cette ville, le jeune Thomas suit assidûment les cours de l'École de dessin, et y remporte le premier prix pour un dessin exposé sous le titre modeste d'Études d'après nature (Cullings from Nature), ce prix lui rapporte dix guinées en 1846. À l'exposition de Manchester, il remarque une petite toile, de John Phillip, intitulée Courtship (Galanterie), et cherche à persuader un ami de s'en rendre acquéreur, pour qu'il puisse la graver avant de se rendre à Londres ; mais il n'y peut réussir. Venu à Londres peu après, il fait la connaissance d'un gentleman qui l'encourage beaucoup dans ses projets de reproduire par la gravure quelques toiles remarquables et lui offre de lui en fournir les moyens. À la prochaine exposition de la British Institution, où il se rend en conséquence avec son protecteur, il a l'agréable surprise de retrouver le fameux petit tableau de John Phillip qui l'avait si fort séduit à Manchester, et veux aussitôt s'en assurer le droit de reproduction ; le peintre accepte la proposition du graveur à la seule condition de ne rien recevoir pour prix du droit de reproduction, désintéressement qui marque le début des relations amicales qui doit se former entre ces deux hommes, que la conformité de sentiments et de goûts appelait d'ailleurs l'un vers l'autre.
Il est élu, à la presque unanimité, en 1873, associé, et en 1881 membre titulaire de l'Académie royale des Arts. 
Thomas Oldham Barlow meurt le 24 décembre 1889 à Kensington.

## Œuvres
On doit à Thomas Oldham Barlow les gravures suivantes, entre autres très nombreuses : 
- d'après John Phillip : Galanterie, la Mère Gipsy espagnole, la Prière en Espagne, le portrait d' Augustus Egg, académicien royal, celui de S. A. R. le Prince-consort, la Chambre des communes en 1860, Dona Pepita, Séville, la Fenêtre de prison[2].
- d'après J. J. Sant : la Mère et les enfants[2].
- d'après F. W. Topham: les Filets[2].
- d'après W. P. Frith : Charles Dickens[2].
- d'après Henrietta Browne : les Sœurs de la Miséricorde[2].
- d'après sir G. Kneller : le portrait d' Isaac Newton[2].
- d'après H. Wallis : la Mort de Chatterton[2].
- d'après John Everett Millais : le Huguenot, Mon premier sermon, Mon deuxième sermon, Eveillé, Endormi, et les portraits de John Fowler et de sir James Paget, de Gladstone, John Bright, Tennyson, E. Landseer[2].